# Masdevallia mejiana
Masdevallia mejiana es una especie de orquídea epífita originaria de Colombia.

## Descripción
Es una orquídea de pequeño tamaño que prefiere el clima cálido al fresco, es de hábitos epífitas con un tallo esbelto, erguido, envuelto basalmente de 2 a 3 vainas tubulares con una sola hoja apical obtusa, suberecta, carnosa-coriácea, oblongo-lanceolada, que se estrecha gradualmente en el pecíolo y tiene 1 o 2 flores de 3 cm de ancho en una inflorescencia de 10 cm de largo, cilíndrica con flores fragantes, a media altura de la hoja.

## Distribución y hábitat
Se encuentra en Colombia en las laderas occidentales de la Cordillera Central en alturas de 800 metros

## Sinonimia
- Reichantha mejiana (Garay) Luer 2006[1][2]